# SS- und Polizeisportgemeinschaft Warschau
Die SS- und Polizeisportgemeinschaft Warschau (kurz SS- u. Pol.-SG Warschau) war während des Zweiten Weltkriegs ein deutscher Fußballverein in der damals von Verbänden der Wehrmacht und Waffen-SS besetzten polnischen Hauptstadt Warschau. Von 1943 an trat sie als SG Ordnungspolizei Warschau (kurz: SGO Warschau) auf, diese Bezeichnung wird teilweise in der Literatur auch für die vorangegangenen Jahre verwandt.

## Geschichte
Die Sportgemeinschaft wurde 1940 im besetzten Polen als Klub der in Warschau stationierten Einheiten der SS und Ordnungspolizei gegründet. Sie gehörte zu einem Netz von Sportvereinen mit dem gleichen Namen in mehreren polnischen Städten, die dem SS-Obergruppenführer Friedrich-Wilhelm Krüger unterstanden.
Die SS. u. Pol.-SG Warschau war der erste Gewinner des Bernsteinpokals, den Generalgouverneur Hans Frank gestiftet hatte.  Im Halbfinale schaltete sie mit einem glatten 4:0-Sieg den LSV Radom aus. Ursprünglich sollte das Finale Anfang Dezember 1940 stattfinden. Wegen der schlechten Witterungsverhältnisse wurde der Termin mehrmals verschoben, so dass das Finale erst im März 1941 ausgetragen werden konnte. Es endete mit einem 5:1-Sieg der SG über den LSV Okecie.
In der Saison 1942 wurde die Mannschaft Distriktmeister vor dem LSV Warschau. Hinter dem LSV Adler Deblin erreichte sie bei der Gaumeisterschaft des Generalgouvernements den zweiten Platz, obwohl sie in der Endrunde, die im Ligasystem ausgetragen wurde (die fünf Distriktsieger spielten jeder gegen jeden) schlecht gestartet war: Sie verlor die Partie gegen die späteren Sieger aus Deblin mit 0:11. Da der LSV Adler Deblin wegen des Kriegseinsatzes des Geschwaders, dem seine Spieler angehörten, sein Startrecht für die Endrunde um die deutsche Meisterschaft nicht wahrnehmen konnte, sprang die SS- u. Pol.-SG als Vizegaumeister 1942 ein. Sie schaffte es dabei als einzige Mannschaft der Gauliga des Generalgouvernements, die Vorrunde der deutschen Fußballmeisterschaft zu überstehen und das Achtelfinale zu erreichen.
Die SS- u. Pol.SG überstand die erste Runde dank eines 3:1-Sieges bei BSG DWM Posen, schied aber nach einer 1:5-Heimniederlage gegen den VfB Königsberg in der folgenden Runde aus.
1944 wurde der Verein aufgelöst.

## Erfolge
- Gewinner des Bernsteinpokals: 1940
- Meister des Distrikts Warschau: 1942
- Vizemeister der Gauliga Generalgouvernement: 1942
- Erreichen des Achtelfinales der deutschen Meisterschaft 1943

## Bekannte Spieler
- Siegfried Hessenauer
- Stanislaus Kobierski
- Andreas Munkert

## Quelle
- Hardy Grüne, Christian Karn: Das große Buch der deutschen Fußballvereine. AGON Sportverlag, Kassel 2009, ISBN 978-3-89784-362-2.